# Nuno Mendes
Nuno Alexandre Tavares Mendes (pronunție în portugheză [ˈnunu ˈmẽdɨʃ]; n. 19 iunie 2002, Sintra, Districtul Lisabona, Portugalia) este un fotbalist portughez care joacă pe postul de fundaș stânga la Paris Saint-Germain din Ligue 1 și la echipa națională a Portugaliei.
Un produs al academiei de tineret a lui Sporting CP, a debutat cu prima echipă în 2020, iar în sezonul următor, a câștigat o dublă, Primeira Liga și Taça da Liga, fiind parte în același timp din Echipa Anului din Primeira Liga. În august 2021, a semnat sub formă de împrumut cu Paris Saint-Germain, alăturându-se permanent clubului pentru 38 de milioane de euro în iunie 2022.
Mendes este un fost internațional de tineret portughez, reprezentând țara sa la diferite niveluri. A debutat cu naționala de seniori în 2021 și a făcut parte din loturile Portugaliei pentru Euro 2020 și Campionatul Mondial din 2022.

## Carieră pe echipe

### Primii ani
Născut în Sintra, districtul Lisabona de origine angoleză, Mendes a început să joace fotbal la vârsta de 9 ani, iar idolii săi crescând au fost Cristiano Ronaldo, Lionel Messi, David Alaba și Marcelo, ultimii doi jucători fiind cei pe care a încercat să-i emuleze. S-a remarcat rapid, atrăgând ulterior atenția lui Benfica, Porto și Sporting CP și s-a alăturat sistemului de tineret al acestuia din urmă la vârsta de 10 ani.
În timpul procesului său de cercetare, când se întorcea acasă de la școală, Mendes și-a dat seama că era urmărit de un bărbat. De teamă să nu fie jefuit, a fugit acasă, situată într-un cartier foarte sărac; „stalkerul” a fost de fapt un cercetaș al lui Sporting, care l-a convins ulterior să semneze. Următorii patru ani și-a petrecut o călătorie dus-întors de două ore pentru a se antrena în fiecare seară cu profesorul său, înainte de a se muta la academia lui Sporting la vârsta de 14 ani.
Mendes a jucat inițial ca mijlocaș ofensiv, înainte de a fi transformat în fundaș stânga, poziție cu care s-a luptat la început.

### Sporting CP
După izbucnirea pandemiei de COVID-19 din februarie, care a pus capăt prematur sezonului de fotbal pentru tineret, Mendes a făcut parte dintr-un grup restrâns de jucători de tineret care au fost convocați la prima echipă de antrenorul Rúben Amorim, în ciuda faptului că a jucat doar o dată din noiembrie din cauza unei accidentări. Și-a făcut debutul profesionist într-o victorie acasă cu 1-0 în Primeira Liga împotriva lui Paços de Ferreira pe 12 iunie 2020, ca înlocuitor în minutul 72 al lui Marcos Acuña.
După ce acesta din urmă a plecat la Sevilla în extrasezonul 2020, Mendes a devenit prima alegere la doar 18 ani, devenind cel mai tânăr jucător care a ajuns în XI-ul titular al clubului de la Cristiano Ronaldo în septembrie 2002; a început șase dintre cele șapte meciuri rămase în ligă. A marcat primul său gol competitiv pe 4 octombrie a aceluiași an, în victoria cu 2-0 în deplasare împotriva lui Portimonense.
Mendes a fost de acord cu o prelungire a contractului pe 19 decembrie 2020, majorându-și clauza de răscumpărare de la 45 de milioane de euro la 70 de milioane de euro. A jucat 29 de meciuri pentru eventualii campioni, fiind de asemenea numit în Echipa Anului.
Pe 31 iulie 2021, Mendes i-a oferit un asist lui Jovane Cabral în înfrângerea cu 2-1 a lui Braga și cucerirea Supertaça Cândido de Oliveira.

### Paris Saint-Germain
Pe 31 august 2021, Mendes s-a alăturat lui Paris Saint-Germain cu un împrumut pe un sezon, cu opțiune de cumpărare. Și-a făcut debutul în Ligue 1 pe 11 septembrie, intrând de pe bancă în minutul 85 într-o înfrângere cu 4-0 a lui Clermont. A apărut în primul său joc în Liga Campionilor UEFA patru zile mai târziu, înlocuindu-l pe Abdou Diallo la 75 de minute de la un egal 1-1 în deplasare cu Club Brugge în faza grupelor; a avut un impact instantaneu asupra terenului, în special făcând o cursă „strălucitoare” pentru a stabili o ocazie de șut pentru Lionel Messi în minutul 77. A jucat primul meci ca titular mai târziu în acea lună, într-o victorie cu 2-1 în fața lui Lyon. A ajutat PSG să câștige cel de-al 10-lea campionat național, cu 27 de apariții (18 starturi), și mai târziu a fost nominalizat pentru premiul Jucătorul Tânăr al Anului și desemnat în Echipa Anului alături de doi dintre colegii lui de echipă.
La 31 mai 2022, a fost declanșată clauza de cumpărare a lui Mendes de 38 de milioane de euro și a semnat un contract permanent pe patru ani. A marcat primul său gol oficial pe 3 septembrie, încheind o victorie cu 3-0 în deplasare împotriva lui Nantes. Prima sa reușită în Liga Campionilor a avut loc pe 2 noiembrie, câștigătoarea unei victorii cu 2-1 în deplasare cu Juventus în ultimul meci din grupă. În timpul sezonului, a fost o piesă importantă pentru al 11-lea titlu record al echipei sale, câștigând premiul pentru Jucătorul Tânăr al Anului și fiind inclus în Echipa Anului în acest proces.
Mendes suferea de o accidentare la hamstring din mai 2023 și a fost operat cu succes în octombrie de chirurgul Lasse Lempainen în Turku, Finlanda. Și-a revenit abia pe 25 februarie 2024, jucând 20 de minute din remiza 1–1 de acasă împotriva lui Rennes, în locul lui Lucas Hernandez.

## Cariera internațională
Mendes și-a câștigat prima selecție cu Portugalia la sub 21 de ani la scurt timp după ce și-a făcut debutul cu clubul, într-o victorie cu 4-0 în Cipru pentru preliminariile Campionatului European UEFA 2021, pe 4 septembrie 2020. Anterior, a reprezentat naționala la categoriile sub-16, sub-17, sub-18 și sub-19.
Șase luni mai târziu, Mendes a fost convocat la echipa de seniori de către antrenorul Fernando Santos pentru meciurile de calificare la Cupa Mondială FIFA 2022 împotriva Azerbaidjanului, Luxemburgului și Serbiei, și ulterior eliminat din lotul sub 21 de ani, care urma să apară în finale. A apărut pentru prima dată cu primul pe 24 martie 2021, jucând întreaga victorie cu 1-0 împotriva Azerbaidjanului.
Mendes a fost chemat pentru UEFA Euro 2020, nu jucând niciun meci într-o ieșire din optimile de finală. Santos a dezvăluit mai târziu că plănuise să-l folosească alături de Raphaël Guerreiro în timpul turneului, dar nu a putut face acest lucru din cauza problemelor de accidentare.
În noiembrie 2022, Mendes a fost numit în echipa finală pentru Cupa Mondială din Qatar. După o accidentare la coapsă în prima jumătate a meciului din faza grupelor împotriva Uruguayului, a ratat restul competiției.
În iunie 2025 a câștigat Cupa Ligii Națiunilor cu echipa Portugaliei în fața Spaniei cu scorul final de 5-3.

## Titluri
Sporting CP
- Primeira Liga : 2020–21 [13]
- Taça da Liga : 2020–21 [47]
- Supertaça Cândido de Oliveira : 2021 [48]

Paris Saint-Germain
- Ligue 1 : 2021–22,[49] 2022–23 [29]
- Trophée des Champions : 2022 [50]

Individual
- Echipa anului din Primeira Liga: 2020–21 [51]
- Echipă mondială IFFHS pentru tineret (U20) masculin : 2021,[52] 2022 [53]
- Jucătorul tânăr al anului din Liga 1 : 2022–23 [30]
- Echipa anului UNFP Ligue 1: 2021–22,[23][24] 2022–23 [31]